# Belokamennaja
Belokamennaja (Russisch: Белокаменная ) is een station aan de kleine ringspoorlijn in de Russische hoofdstad Moskou. 
Het station is een van de oorspronkelijke van de kleine ringspoorlijn uit 1908. Het ligt vrij afgelegen in de zuidelijke uitloper van het nationaal park Elandeneiland dat iets zuidelijker overgaat in het Sokolnikipark. Het is vooral gebruikt als opstelplaats voor ledig materieel dat met een rangeerlocomotief van station Rostokino wordt gebracht en gehaald. Diverse industriesporen hebben bij dit station hun aansluiting op het spoorwegnet. Hieronder zijn de sporen naar de kluis van de Russische Centrale Bank en CJSC "TORZ" kalksteen en graniet. Het stationsgebouw uit 1908 bestaat nog steeds. Op 2 mei 2014 is de vrachtdienst, net als op 9 andere stations van de ringlijn, gestaakt. Het station is sindsdien geschikt gemaakt voor de hervatting van het personenvervoer dat hier tot 1930 ook al bestond. De nieuwe perrons zullen, bij de hervatting van het personenvervoer, op 2 september 2016 worden geopend voor de reizigers. Hoewel lijnnummer 14 zal worden gebruikt is het geen metro en zal de treindienst door de MZD (Moskouse IJzerenweg) worden verzorgd onder de naam tweede ringlijn.